# Hüseyin Çağlayan
Hüseyin Çağlayan (Nicosia; 12 de agosto de 1970) es un diseñador de moda turcochipriota.

## Biografía
Çağlayan nació en Nicosia en 1970 y se graduó del instituto Türk Maarif Koleji de esa misma ciudad. Se mudó con su familia a Inglaterra en 1978 y comenzó a estudiar Diseño en Londres.
Su colección de titulación de 1993, llamada The Tangent Flows (La tangente fluye) contenía ropa que había enterrado y desenterrado del patio de su casa. Casi instantáneamente, todas las prendas fueron compradas y exhibidas en la lujosa tienda Browns de Londres.
Su nombre Hussein es una versión anglicada de «Hüseyin», que es el equivalente turco del nombre árabe «Husayn». «Hüseyin» es un nombre común entre los turcos desde que el nieto de Mahoma —fundador del islam— fuera bautizado como Husayn. Por otra parte, su apellido, Chalayan, es la versión anglicada de «Çağlayan», que significa (en idioma turco) 'catarata'.

### Carrera
En 1995, Çağlayan y cien colegas compitieron por un premio de diseño de moda. En el concurso, organizado por la compañía Absolut, Chalayan, de entonces 25 años, ganó 28 000 libras para desarrollar sus creaciones que serían exhibidas en la Semana de la Moda de Londres en 1995.
También en 1995, Çağlayan trabajó con la vanguardista cantante Björk. La célebre chaqueta blanca que ella luce en la portada de su álbum Post fue diseñada por él. Chalayan también contribuyó con la gira musical de Post, prestando varias de sus creaciones para que Björk las usara durante los shows. Por su parte, la cantante modeló en el desfile de Chalayan durante la Semana de la Moda de Londres.
En 1998, mientras aún diseñaba su colección insigne, fue contratado por la empresa neoyorquina TSE como asesor de diseño, cargo que ocupó hasta el 2001. 